# Tweede klasse (Nederlands amateurvoetbal)
De Tweede klasse is met ingang van het seizoen 2024/25 het vijfde amateurniveau in het Nederlands amateurvoetbal en het zevende voetbalniveau van Nederland. De Tweede klasse telt in het seizoen 2024/25 18 competities, tien in het zaterdagvoetbal en acht in het zondagvoetbal.

## Opzet
Elke competitie in de Tweede klasse bestaat in principe uit veertien voetbalclubs, maar hier kan van af worden geweken. De kampioenen in de Tweede klasse promoveren direct naar de Eerste klasse. De nummer 14 degradeert direct naar de Derde klasse. De periodekampioenen spelen met de nummers 12 en 13 uit de eerste klasse in de nacompetitie waarin ze kunnen promoveren. De nummers 12 en 13 spelen samen met de periodekampioenen uit de derde klasse om klassebehoud.
|          | West I          | West II         | Zuid I          | Zuid II         | Oost            | Noord           | Totaal |
| -------- | --------------- | --------------- | --------------- | --------------- | --------------- | --------------- | ------ |
| Zaterdag | 2A (13) 2B (14) | 2C (14) 2D (13) | 2E (14) 2F (13) |                 | 2G (13) 2H (13) | 2I (14) 2J (13) | 10     |
| Zondag   | 2A (14) 2B (13) |                 | 2C (14)         | 2D (14) 2E (14) | 2F (14)         | 2G (13) 2H (13) | 8      |
| Totaal   | 4               | 2               | 3               | 2               | 3               | 4               | 18     |

N.B. Tussen haakjes het aantal deelnemende clubs

## Historie

### Ontwikkeling van het niveau op de voetbalpiramide
In het zondagvoetbal was de tweede klasse tot 1974 het tweede amateurniveau en van 1974-2010 het derde amateurniveau. In het zaterdagvoetbal was de tweede klasse sinds de introductie in 1956 tot 1970 het hoogste amateurniveau en van 1970-1996 het tweede amateurniveau en van 1996-2010 het derde amateurniveau. Van 2010-2016 was het in beide afdelingen het vierde amateurniveau en vanaf het seizoen 2016/17 het vijfde amateurniveau.
| AM | Periode                                       |
| -- | --------------------------------------------- |
| 1e | Zaterdag: 1956 t/m 1970                       |
| 2e | Zaterdag: 1970 t/m 1996 Zondag: t/m 1974      |
| 3e | Zaterdag: 1996 t/m 2010 Zondag: 1974 t/m 2010 |
| 4e | 2010 t/m 2016                                 |
| 5e | v.a. 2016                                     |

### Aanpassing van de voetbalpiramide
Vanaf het seizoen 2023/24 wordt het aantal competities in de tweede klasse in twee jaar terug gebracht van 22 tot 16. Vóór dit seizoen had elk district twee competities per afdeling, dus in totaal twaalf competities in de zondagafdeling en tien competities in de zaterdagafdeling (Zuid-II heeft alleen competitie op zondag).

## Kampioenen zaterdagclubs
In de seizoenen 1956/57 tot en met 1969/70 was de tweede klasse het hoogste niveau in de zaterdagafdeling. De klassekampioenen in deze periode zijn hieronder weergegeven.
| 1e amateurniveau | 1e amateurniveau    | 1e amateurniveau   | 1e amateurniveau | 1e amateurniveau | 1e amateurniveau | 1e amateurniveau |
| Jaar             | West-I              | West-II            | Oost             |                  |                  | Zaterdagkampioen |
| ---------------- | ------------------- | ------------------ | ---------------- | ---------------- | ---------------- | ---------------- |
| 1957             |                     | Ter Leede          |                  |                  |                  | Ter Leede        |
| 1958             |                     | Quick Boys         |                  |                  |                  | Quick Boys       |
| 1959             |                     | Ter Leede          |                  |                  |                  | Ter Leede        |
| 1960             |                     | Quick Boys         |                  |                  |                  | Quick Boys       |
| 1961             | SV Huizen           | 's-Gravenzandse SV | SC Genemuiden    |                  |                  | SV Huizen        |
| Jaar             | 2A                  | 2B                 | 2C               | 2D               | 2E               | Zaterdagkampioen |
| 1962             | SV Spakenburg       | Quick Boys         | SC Genemuiden    |                  |                  | Quick Boys       |
| 1963             | Vv Noordwijk        | SV Spakenburg      | DOS Kampen       |                  |                  | SV Spakenburg    |
| 1964             | Zwart-Wit '28       | IJsselmeervogels   | WHC              |                  |                  | IJsselmeervogels |
| 1965             | Zwart-Wit '28       | IJsselmeervogels   | Excelsior '31    |                  |                  | Excelsior '31    |
| 1966             | IJsselmeervogels    | SHO                | WHC              | Voorwaarts V.    |                  | Voorwaarts V.    |
| 1967             | RVVH                | SV Huizen          | VV DOVO          | WHC              |                  | RVVH             |
| 1968             | SV Huizen           | Vv Noordwijk       | IJsselmeervogels | WHC              |                  | SV Huizen        |
| 1969             | Excelsior Maassluis | Quick Boys         | SV Spakenburg    | VVOG             | WVF              | VVOG             |
| 1970             | DOTO                | Vv Noordwijk       | SHO              | WHC              | WVF              | SHO              |

Bekers:
KNVB beker (amateurs) · Super Cup (amateurs) · Districtsbekers
Niveaus:
Tweede divisie · Derde divisie · Vierde divisie · 1e klasse · 2e klasse · 3e klasse · 4e klasse · 5e klasse · 6e klasse · 7e klasse · 8e klasse